# Tecniche di sopravvivenza
Tecniche di sopravvivenza sono le procedure che una persona può utilizzare in una situazione di pericolo (per esempio una calamità naturale) per salvare sé stesso o gli altri.

## Descrizione
Queste procedure hanno lo scopo di soddisfare le necessità di base per la vita umana: l'acqua, gli alimenti, un ricovero, il tutto mantenendo la calma e la capacità di ragionare in modo lucido.
Soddisfatti i bisogni primari queste tecniche sono utili per segnalare la propria posizione e chiedere aiuto oltre a evitare spiacevoli interazioni con gli animali e le piante selvatiche e curare eventuali lesioni fisiche che possano essersi verificate.
Le tecniche di sopravvivenza prendono spesso lo spunto dalle conoscenze tradizionali che gli esseri umani hanno utilizzato fin dall'antichità.
L'addestramento militare, l'escursionismo, l'equitazione, la pesca, la caccia e molte altre attività all'aria aperta richiedono competenze di base di sopravvivenza per gestire una situazione di emergenza.

## Preparazione mentale
La lucidità mentale e la preparazione sono essenziali per la sopravvivenza. 
La volontà di vivere in una situazione di pericolo di vita spesso divide coloro che sopravvivono da coloro che non sopravvivono. 
Anche esperti di sopravvivenza ben addestrati possono essere mentalmente influenzati in situazioni di emergenza. È fondamentale essere calmi e concentrati durante un disastro.
Nella misura in cui lo stress deriva dal mettere alla prova i limiti umani, i benefici dell'imparare a agire sotto stress e determinare tali limiti possono superare gli svantaggi dello stress.
Esistono alcune strategie e strumenti mentali che possono aiutare le persone a fronteggiare meglio una situazione di sopravvivenza, tra cui concentrarsi su attività gestibili, cercare di avere un piano B disponibile ed essere in grado di riconoscere un atteggiamento negativo.

## Primo soccorso
Alcune nozioni di primo soccorso possono aiutare una persona a sopravvivere e a far fronte a infortuni e malattie che altrimenti potrebbero ucciderlo o inabilitarlo.
Le lesioni più comuni e pericolose includono:
- Morsicature di animali o insetti
- Fratture ossee
- Ustioni
- Mal di testa
- Attacchi di cuore
- Emorragie
- Ipotermia (troppo freddo) e ipertermia (troppo caldo)
- Infezioni attraverso il cibo, il contatto con animali, o bevendo acqua non potabile
- Avvelenamento derivante dal consumo o dal contatto con piante velenose o funghi velenosi
- Distorsioni in particolare della caviglia
- Ferite, che possono causare infezione

Il superstite può avere la necessità di avere e utilizzare il contenuto di una cassetta di pronto soccorso o, se in possesso delle conoscenze necessarie, di ricavare rimedi dalle piante medicinali trovate in natura, inoltre conoscenze di base sono necessarie per immobilizzare gli arti feriti o anche per trasportare compagni inabili.

## Rifugio
Un utile rifugio può variare da un "riparo totalmente naturale", come ad esempio una grotta o un albero caduto a terra, ad una forma intermedia di "rifugio artificiale" costituito da una capanna di detriti, una fossa scavata al riparo di un albero, oppure una grotta scavata nella neve, a "strutture completamente artificiali" come ad esempio un telone, una tenda o una capanna fatta di tronchi di legno.
Tali rifugi devono per lo meno possedere le seguenti caratteristiche:
1. Trovarsi in una posizione lontano da pericoli (al riparo dal vento, lontano da acque che possono esondare o da terreni che possono franare);
2. Fornire isolamento dall'esterno (da terra, dalla pioggia, dal vento e dall'aria o dal sole);
3. Possedere una fonte di calore (conservare il calore corporeo o trarre il calore da un fuoco).

## Fuoco
Il riuscire ad accendere un fuoco è riconosciuto in tutta la letteratura survivalistica come un mezzo per aumentare in modo significativo la capacità di sopravvivere fisicamente e mentalmente.
Accendere un fuoco senza accendino o fiammiferi, ad esempio utilizzando una selce naturale o un acciarino con un'esca secca, è un argomento frequente nei libri sulla sopravvivenza e nei corsi di sopravvivenza.
Il produrre il fuoco in condizioni avverse è stato reso molto più facile con l'introduzione di strumenti come gli accendini solari o i fiammiferi anti umidità.
Il fuoco si presenta come lo strumento principale per soddisfare molte esigenze di sopravvivenza.
Il calore fornito da un fuoco riscalda il corpo, asciuga i vestiti bagnati, disinfetta l'acqua e cuoce il cibo.
Da non trascurare è il sostegno psicologico e il senso di sicurezza e protezione che dà.
In natura, il fuoco può fornire la sensazione di casa, un punto focale, oltre ad essere una fonte di energia essenziale.
Il fuoco può dissuadere gli animali selvatici dall'interferire con un sopravvissuto, tuttavia è bene saper che anche gli animali selvatici possono essere talvolta attratti verso la luce e il calore di un fuoco.

## Acqua
Un essere umano può sopravvivere una media di 3-5 giorni senza l'assunzione di acqua.
La perdita di acqua attraverso il sudore e il conseguente bisogno di acqua aumenta con l'esercizio fisico.
Una persona perde da un minimo di due ad un massimo di quattro litri di acqua al giorno, in condizioni normali e ancora più con un tempo caldo, asciutto, o freddo.
Da quattro a sei litri di acqua o altri liquidi sono generalmente richiesti ogni giorno nel deserto per evitare la disidratazione e per preservare il buon funzionamento del corpo.
Il manuale di sopravvivenza della US Army non consiglia di bere acqua solo quando si ha sete, in quanto questo porta a sotto idratazione ma anzi di bere acqua a intervalli regolari.
Una mancanza di acqua causa disidratazione, che può provocare letargia, cefalea, vertigini, confusione e infine la morte.
Anche una lieve disidratazione riduce la resistenza fisica e compromette la concentrazione la qual cosa è pericolosa in una situazione di sopravvivenza in cui pensare chiaramente è essenziale.
Urine giallo scuro o marrone sono i principali indicatori diagnostici della disidratazione.
Occorre tenere presente che:
-Una perdita di acqua corrispondente al 5% del peso corporeo provoca nausea e sonnolenza.
-Una perdita del 10% infligge al corpo umano un grave deterioramento delle condizioni psico-fisiche, con vertigini, difficoltà di parola e grande spossatezza.
-Una perdita del 25% provoca sicura morte alle basse temperature, mentre per giungere alla morte in climi temperati se ne deve perdere il 20% ed in presenza di clima torrido è sufficiente perderne il 15%.
Per evitare la disidratazione la massima priorità è generalmente assegnata all'individuazione di un approvvigionamento di acqua potabile e alla necessità di rendere l'acqua più sicura possibile.
L'acqua può essere resa potabile attraverso filtri meccanici (sabbia, ovatta, carbone attivo, meglio se in abbinamento) che contribuiscono a purificarla dalle scorie visibili, dagli inquinanti chimici e dal fango, oppure attraverso la bollitura o l'uso di sostanze chimiche, quali il biossido di cloro o il permanganato di potassio che invece sono indicati nel caso di inquinamento biologico. In ogni caso è sempre opportuno unire la filtrazione meccanica alla bollitura e alla purificazione chimica.

## Alimentazione
Radici, frutta, bacche spontanee, funghi commestibili, noci e frutta secca, legumi, fagioli, cereali o persino piante con foglie commestibili, muschi, cactus, alghe, possono essere risorse alimentari in caso di necessità e raccolte e preparate (per lo più attraverso la bollitura).
Con l'eccezione delle foglie, questi alimenti sono relativamente ricchi di calorie, fornendo qualche energia al corpo.
Le piante sono alcune delle fonti di cibo più facili da trovare nella giungla, nella foresta o nel deserto perché sono immobili e possono quindi essere raccolte senza esercitare troppa fatica.
In ogni caso la regola generale è quella di assaggiare mettendo in bocca piccole quantità di vegetali senza ingoiarli per poterli espellere immediatamente, un sapore basico oppure caustico (che lega la bocca), sono sicuramente indizio di sostanze pericolose per l'organismo.
Competenze e apparecchiature (come ami, lacci e reti) sono invece necessari per procurarsi cibo di origine animale.
Taluni autori tra cui i libri editi dai Boy Scouts of America tendono a scoraggiare la ricerca di cibo attraverso la cattura di animali selvatici sulla base del fatto che le conoscenze e le competenze necessarie possono difficilmente essere possedute da coloro che si trovano in una situazione di sopravvivenza, rendendo i rischi (compreso l'uso di energia) superiori ai benefici.
In nessun caso inoltre ci si deve alimentare con animali trovati già morti anche se non emettono cattivo odore: possono essere fonte di infezioni batteriche o virali anche letali oppure, nei casi più fortunati, causa di dissenteria e/o vomito che, in poche ore, provocano all'organismo la perdita di liquidi e di forza fisica.

## Orientamento
Una regola generale, se ci si è persi, è quella di seguire l'acqua corrente. 
Torrenti e fiumi portano, in linea di principio, verso degli insediamenti.
Nell'emisfero settentrionale, il sole è a sud alle ore 12.00 e le ombre che gli oggetti producono puntano quindi a nord (Al contrario, nell'emisfero meridionale, il sole alle ore 12.00 è a nord). Il sole è a est alle ore 06.00 del mattino e ad ovest alle 18:00. Di notte è possibile utilizzare la Stella Polare, sempre se ci si trova nell'emisfero settentrionale.
Per evitare di andare fuori rotta, è opportuno selezionare un punto di riferimento, come una collina, se si trova nella direzione verso la quale si vuole andare. Quando si arriva al punto di riferimento si seleziona un nuovo punto di riferimento e si ripete il procedimento.

## Segnalazione della posizione
I sensi che meglio rilevano un segnale di soccorso sono la vista e l'udito; pertanto i segnali più efficaci saranno quelli visivi e uditivi. Fischietti, razzi di qualsiasi colore e fuochi, sono gli strumenti che meglio attraggono i potenziali soccorritori.
Il movimento e il contrasto cromatico attirano l'attenzione; pertanto, se la ricerca viene effettuata dall'alto, agitare pezzi di stoffa o indossare abiti che risaltino rispetto all'ambiente circostante facilita il rilevamento. Si possono usare anche segnali di fumo o specchi. Allo stesso modo, camminare nel fango o nella neve lascia una traccia che può essere seguita.
Il segnale di soccorso internazionale è un triangolo equilatero, quindi posizionare tre fuochi in questa disposizione attirerà l'attenzione. È anche utile scrivere SOS o il codice di emergenza terra-aria dell'Organizzazione Internazionale per l'Aviazione Civile, scavando nel terreno o usando delle pietre. Questo codice consiste in una V ("Ho bisogno di assistenza"), una X ("Ho bisogno di assistenza medica") o una freccia che punta nella direzione in cui ci si trova.
Altri possibili metodi di comunicazione includono l'uso del codice Morse, sia con luci che con suoni.

## Galleria d'immagini

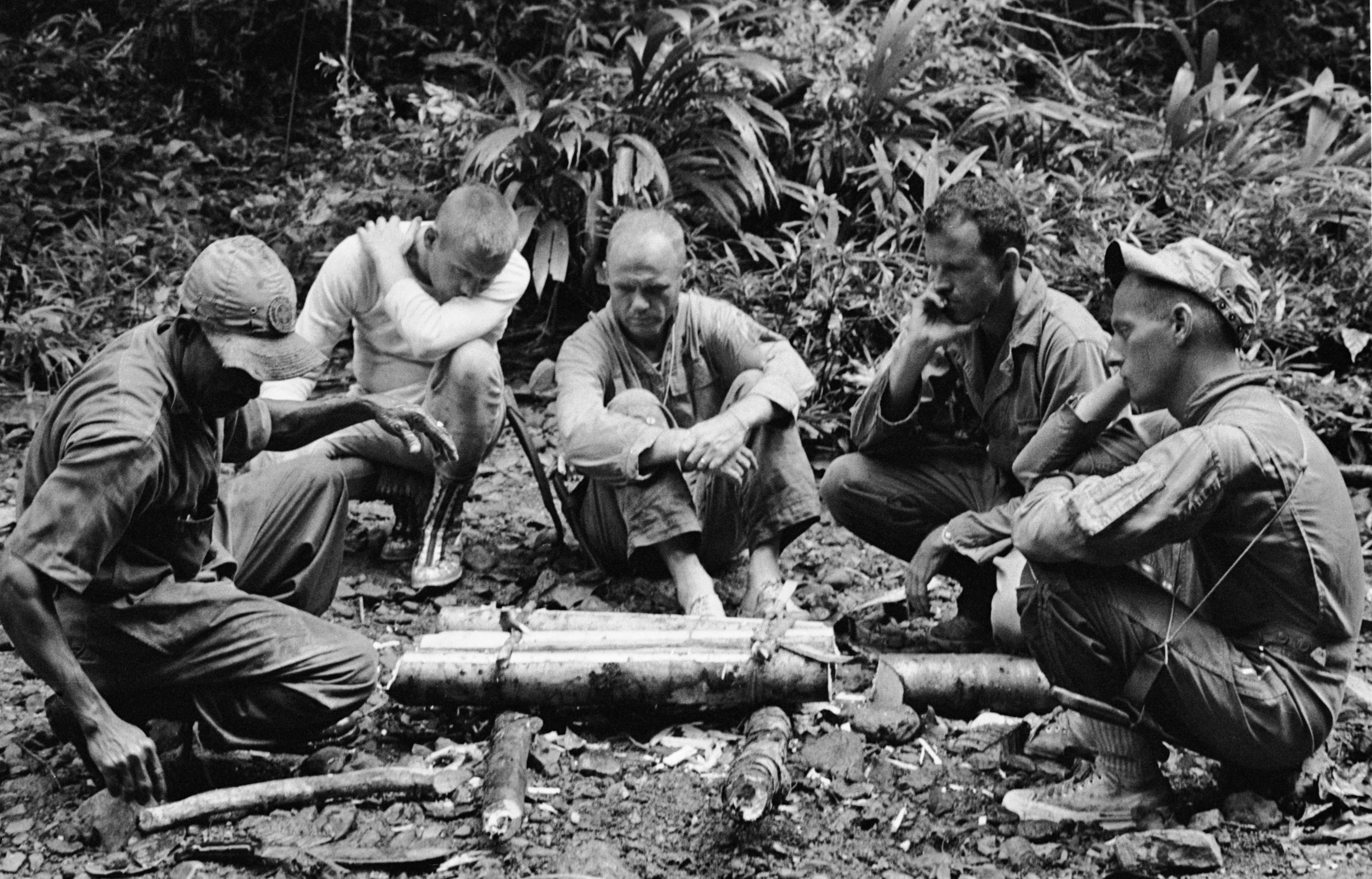
Astronauti che partecipano ad un addestramento di sopravvivenza tropicale presso una base aeronautica vicino al Canale di Panama, 1963. Da sinistra a destra ci sono un addestratore non identificato, Neil Armstrong, John H. Glenn Jr., L. Gordon Cooper e Pete Conrad.
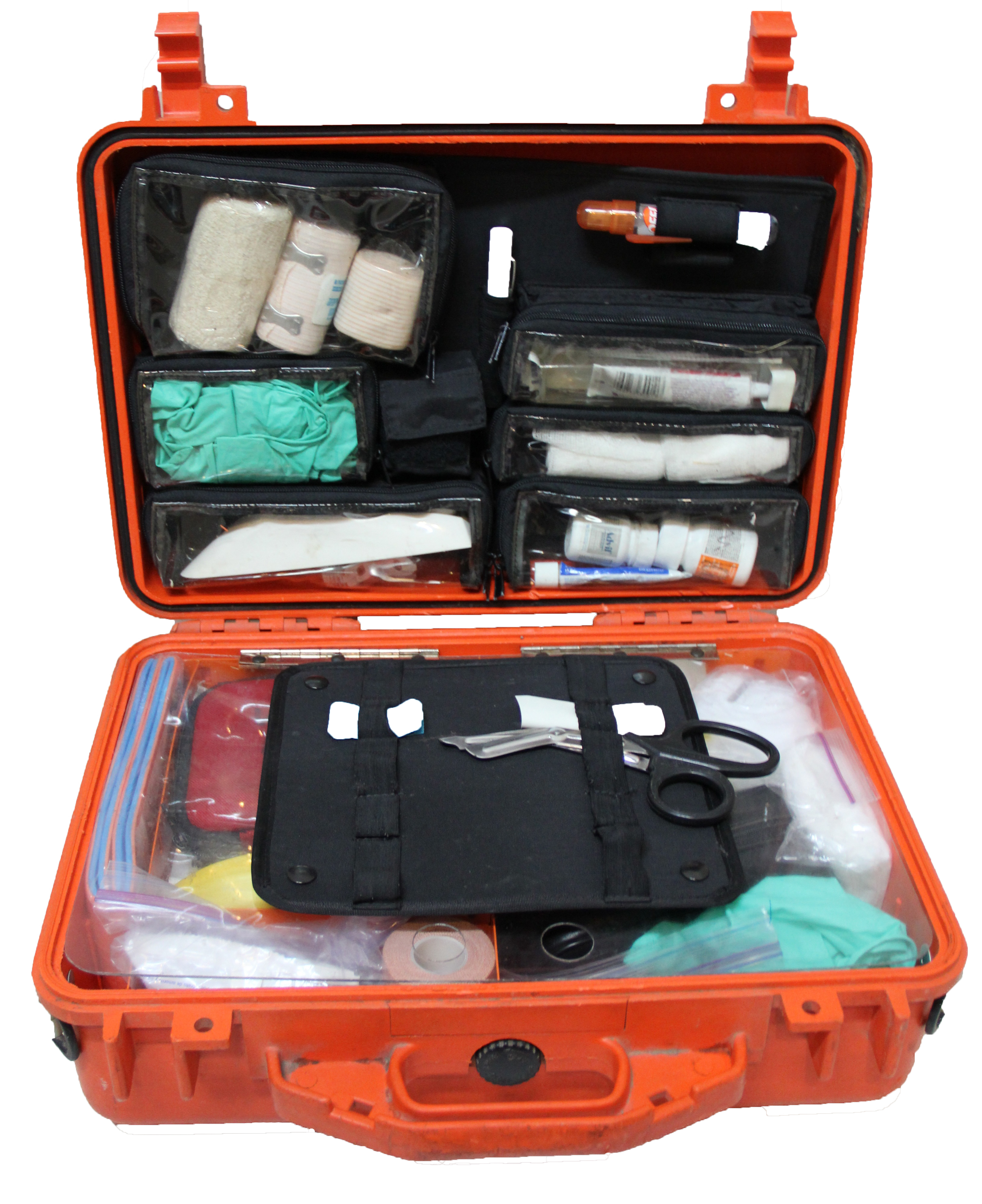
Un kit di pronto soccorso contenente attrezzature in grado di curare lesioni e malattie comuni.
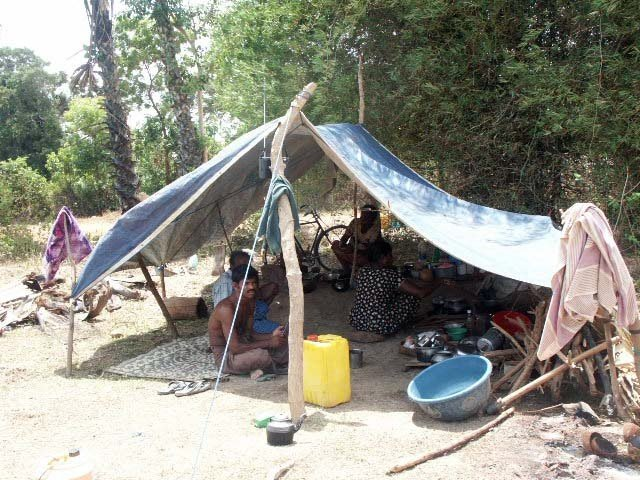
Riparo costruito con telone e bastoni. Nella foto sono raffigurati gli sfollati della guerra civile in Sri Lanka.
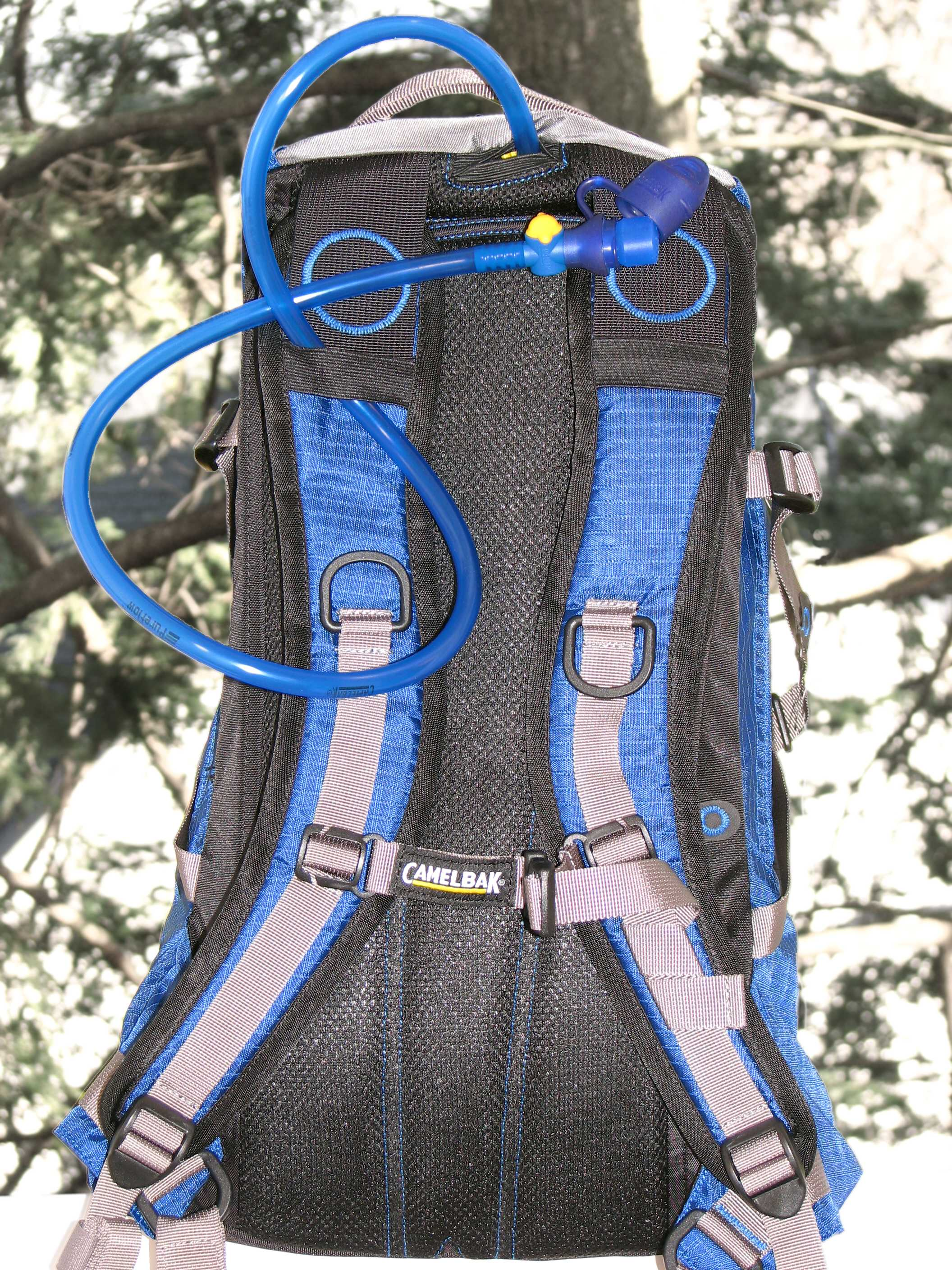
Zaino attrezzato per l'abbeveraggio in viaggio.
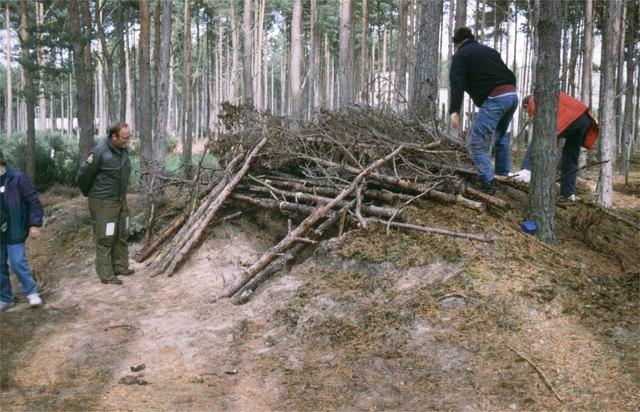
I piloti civili che frequentano un corso di sopravvivenza alla RAF Kinloss imparano come costruire un riparo dagli elementi, utilizzando i materiali disponibili nel bosco sul bordo nord-orientale dell'aerodromo.